# Dipartimento delle istituzioni (Cantone Ticino)
Il dipartimento delle istituzioni della Repubblica e Cantone Ticino (DI) è il dipartimento della Repubblica e Cantone Ticino che si occupa dei rapporti tra lo Stato e i cittadini e si assicura del funzionamento di tutto il Cantone. La struttura del dipartimento e il suo modo di funzionare è regolato dalla nuova costituzione Cantonale approvata nel 1997 ed entrata in vigore nel 1998.
Il dipartimento è strutturato in una serie di settori: segreteria generale, sezione degli enti locali, sezione della circolazione, sezione della popolazione, divisione della giustizia, sezione del militare e della protezione della popolazione e polizia cantonale.

## Settori di competenza

### Segreteria generale
La Segreteria generale (SG) del Dipartimento delle istituzioni opera come stato maggiore occupandosi di tutte le unità relative a risorse umane, informatica-web, logistica e risorse finanziarie.

### Sezione degli enti locali
La sezione degli enti locali (SEL) si occupa della vigilanza amministrative a finanziaria di comuni del Cantone Ticino, Patriziati e Consorzi di Comuni con la rettifica dei loro atti (regolamenti, convenzioni, statuti, prestazioni...) e l'eventuale intervento in caso di cattiva amministrazione o di violazioni. La sezione è strutturata in ufficio amministrativo e del contenzioso e in ufficio della gestione finanziaria. La sezione si occupa inoltre dei processi aggregativi dei comuni e di realizzare studi e pubblicazioni.

### Sezione della circolazione
La sezione della circolazione si occupa della circolazione e gestione amministrativa di conducenti, veicoli e natanti e dei controlli tecnici su veicoli e natanti. Si occupa inoltre della riscossione delle multe e sanzioni e della prevenzione ed educazione stradale.

### Sezione della popolazione
La sezione della popolazione è strutturata in ufficio della migrazione e ufficio dello stato civile. Si occupa delle questioni relative alla migrazione (stranieri e asilo) e delle mansioni relative a stato civile, cittadinanza e documenti d'identità.

### Divisione della giustizia
La divisione della giustizia è organizzata in sezione dei registri (ufficio del registro fondiario e del registro del commercio), uffici di esecuzione, uffici fallimentari, strutture carcerarie, ufficio dell'assistenza riabilitativa e ufficio dell'incasso e delle pene alternative.

### Sezione del militare e della protezione della popolazione
La Sezione del militare e della protezione della popolazione è una delle sezioni in cui è strutturato il dipartimento delle istituzioni della Repubblica e Cantone Ticino ed è a sua volta strutturata in cinque servizi: il servizio amministrativo, il servizio degli affari militari e del comando di circondario, il servizio della protezione civile, il servizio costruzioni di protezione civile e il servizio della protezione della popolazione.

#### Servizio amministrativo
Il servizio amministrativo, oltre a svolgere la logistica e la contabilità per tutto il settore, si occupa del primo contatto con gli utenti. 
Il servizio degli affari militari e del comando di circondario si occupa del servizio militare e gli altri obblighi (come la notifica o il tiro obbligatorio) per coloro che sono domiciliati in Ticino.

#### Servizio della protezione civile
1 Regione delle Tre Valli (Biasca)
2 Regione del Bellinzonese (Bellinzona)
3 Regione di Lugano campagna (Mezzovico)
4 Regione di Lugano città (Cadro)
5 Regione del Mendrisiotto (Mendrisio)
6 Regione di Locarno e Vallemaggia (Locarno)
7 Centro di istruzione della Protezione civile di Rivera
Il servizio della protezione civile coordina la protezione civile e l'applicazione delle norme cantonali e federali in materia. Il servizio mantiene i contatti con la confederazione, pianifica e gestisce le sirene che servono per allertare la popolazione in caso di emergenze e si occupa del reclutamento dei militi della protezione civile. Il servizio della protezione civile opera insieme al Centro istruzione della protezione civile di Rivera e in Ticino è strutturato in una serie regioni: Regione delle Tre Valli, Regione del Bellinzonese, Regione di Lugano campagna, Regione di Lugano città, Regione del Mendrisiotto, Regione di Locarno e Vallemaggia.
La protezione civile si occupa della popolazione, beni culturali e del ripristino di infrastrutture. I militi della protezione civile sono tutti i maschi cittadini svizzeri dichiarati abili a questo servizio e che non prestano servizio civile o militare; possono fare richiesta anche donne domiciliate in Ticino e stranieri. La formazione dei militi ticinesi avviene nel centro di istruzione della Protezione civile di Rivera.

#### Servizio costruzioni
Il servizio costruzioni si occupa delle costruzioni protette come impianti regionali e rifugi.

#### Servizio della protezione della popolazione
Il servizio della protezione della popolazione è incaricato della pianificazione in caso di catastrofi ed emergenze. Il servizio deve assicurare la collaborazione con i diversi servizi a livello federale, cantonale e comunale e la collaborazione con tutti i corpi coinvolti in caso di catastrofi ed emergenze come polizia cantonale, Federazione cantonale ticinese dei Corpi Pompieri, Federazione cantonale ticinese dei Servizi autoambulanze, organizzazioni regionali di protezione civile, servizi tecnici cantonali, servizi dello Stato Maggiore cantonale di catastrofe.

### Polizia cantonale
La polizia cantonale si occupa di sicurezza e dell'ordine. La sua struttura e il suo funzionamento sono regolamentate dalla Legge sulla Polizia del 12 dicembre 1989 e dal regolamento sulla polizia del 6 marzo 1990.
Il comandante della polizia cantonale dirige la formazione, il servizio comunicazione media e prevenzione, lo Stato Maggiore (che comprende i Servizi Gestione Informazioni SGI e che dirige i Servizi generali e lo stato maggiore operativo, a sua volta costituito da Centrale Operativa CO e Reparto interventi speciali RIS), la Gendarmeria e la Polizia Giudiziaria.
La Gendarmeria comprende la sezione supporto e coordinamento (composta dal servizio supporto e coordinamento, servizio gestione amministrativa SGA, servizio gestione detenuti SGD, servizio rimpatri stranieri SRS e servizio coordinamento operativo SCO) ed è suddivisa in 5 reparti (Medrisiotto, Luganese, Bellinzonese, Locarnese e Stradale).